# Tajemnica Westerplatte

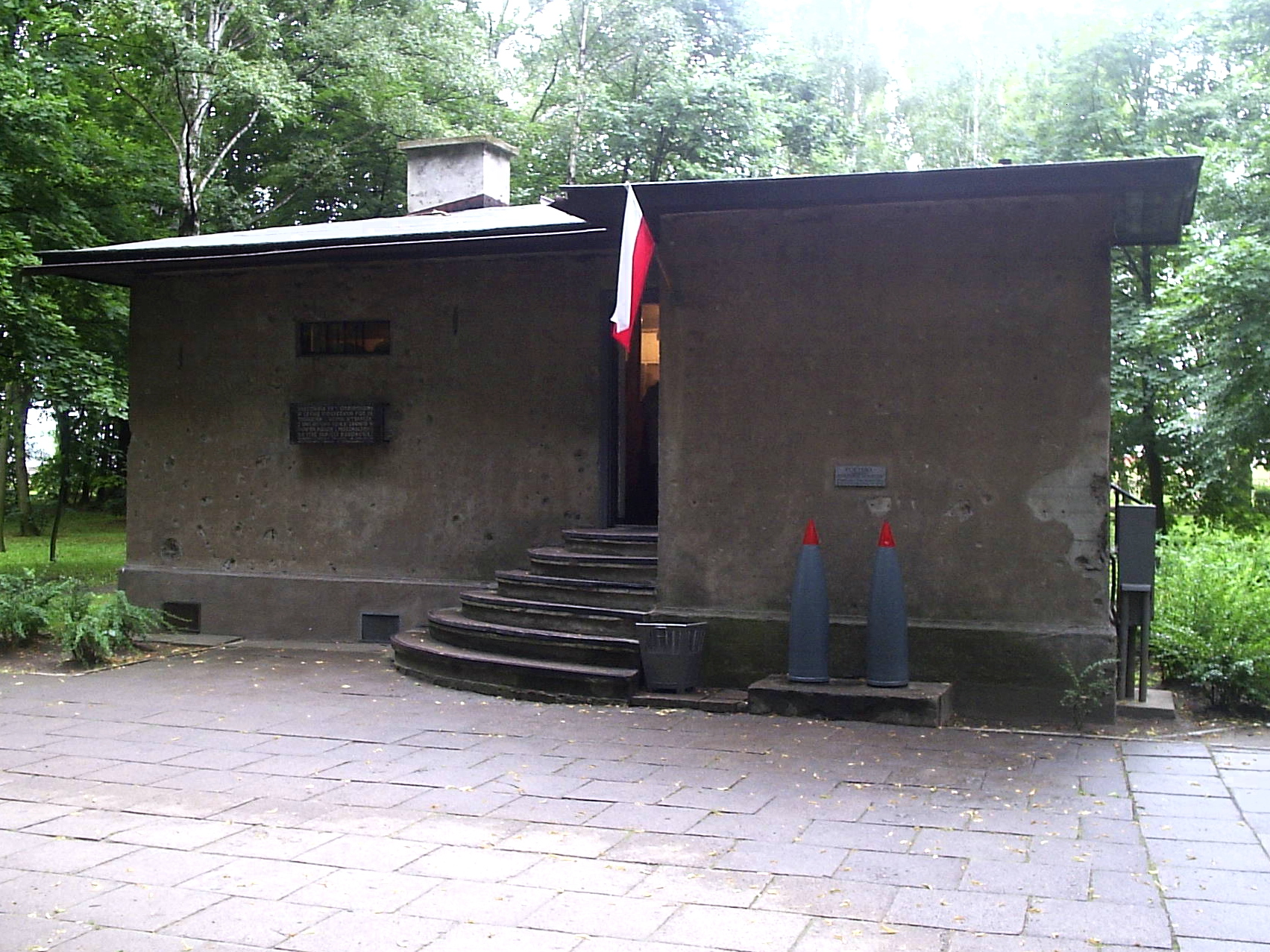
Wartownia nr 1 na Westerplatte

Tajemnica Westerplatte – polsko-litewski film wojenny z 2013, opowiadający historię obrony Westerplatte w 1939.

## Fabuła
Tematem filmu jest oblężenie Westerplatte w dniach 1–7 września 1939, będące początkiem II wojny światowej. Głównym wątkiem filmu ma być konflikt postaw między majorem Sucharskim a jego podwładnym, kpt. Dąbrowskim. W tej kwestii wypowiedział się sam reżyser:

Dąbrowski i Sucharski reprezentują w tym filmie dwie różne postawy. Dąbrowski – romantyczną, Sucharski – pozytywistyczną. Dąbrowski chce walczyć o tę dopiero co odzyskaną niepodległość do końca, za wszelką cenę. Sucharski kieruje się rozumem – mając wiedzę o tym, że walka na Westerplatte była beznadziejna, że nie miała perspektyw, chce uchronić swoich ludzi przed niechybną śmiercią.

## Produkcja
Film był produkowany z przerwami od 2009 roku. Reżyserem i autorem scenariusza jest Paweł Chochlew, absolwent Wydziału Aktorskiego łódzkiej „filmówki”. Jacek Lipski, producent filmu, poinformował, że jego budżet wynosi 14 mln zł, z czego 3,5 mln zł miało pochodzić od Polskiego Instytutu Sztuki Filmowej.
Twórcy początkowo planowali premierę filmu na 1 września 2009 roku, a więc na 70. rocznicę rozpoczęcia ataku na Westerplatte (uznawanego za początek II wojny światowej w Europie), a zdjęcia miały ruszyć we wrześniu 2008 roku. Jednak ze względu na problemy z uzyskaniem dotacji z PISF, a także wycofanie się z projektu innych sponsorów, producent ocenił, że zdjęcia rozpoczną się najwcześniej wiosną 2009 roku, a planowany termin premiery jest nierealny. Film realizowano jesienią 2009, a dodatkowe sceny, w związku z chorobą Bogusława Lindy, który pierwotnie miał grać Sucharskiego, nakręcono w marcu 2010. Wedle ówczesnych doniesień film został zrealizowany w 90% na poradzieckim poligonie pod Wilnem, jedynie początkowo przez cztery dni był kręcony w Polsce, m.in. nad morzem. Powodem wyboru plenerów były niższe koszty realizacji na Litwie.
Następnie produkcja filmu została przerwana w październiku 2009 i wstrzymana (pojawiały się informacje medialne o problemach finansowych).
W maju 2011 r. Polski Instytut Sztuki Filmowej zlecił audyt produkcji filmu. Producent, firma Pleograf, nie dokonała wypłaty honorarium na rzecz ekipy filmowej i koproducentów. Podczas realizacji scen pod Wilnem ekipa odmówiła dalszej współpracy.
W listopadzie 2011 r. wznowiono produkcję. Sceny były kręcone w hali zdjęciowej Wytwórni Filmów Dokumentalnych i Fabularnych przy ul. Chełmskiej w Warszawie, zaś kolejne były realizowane na przełomie marca i kwietnia 2012.
Na początku stycznia 2013 zaprezentowano zwiastun filmu i poinformowano o dacie premiery 15 lutego 2013 roku. Pierwotnie dystrybucją miał zajmować się Monolith, ale ostatecznie powierzono ją ITI Cinema.

## Obsada
- Michał Żebrowski − jako mjr Henryk Sucharski
- Robert Żołędziewski − jako kpt. Franciszek Dąbrowski
- Jan Englert − jako płk dyp. Wincenty Sobociński
- Piotr Adamczyk − jako kpt. Mieczysław Słaby, lekarz
- Borys Szyc − jako por. Stefan Grodecki
- Przemysław Cypryański − jako por. Zdzisław Kręgielski
- Bartosz Obuchowicz − jako por. Leon Pająk
- Andrzej Grabowski − jako plut. Adolf Petzelt
- Mirosław Zbrojewicz − jako chor. Jan Gryczman
- Tomasz Sobczak − jako sierż. Władysław Deik
- Marcin Janos Krawczyk − jako plut. Piotr Buder
- Mirosław Baka − jako kpr. Eugeniusz Grabowski
- Jakub Wesołowski − jako mat Bernard Rygielski
- Sławomir Zapała − jako strzel. Antoni Ozorowski
- Romuald Kłos − jako cywilny pracownik kontraktowy, Karol Szwedowski
- Tomasz Borkowski − jako Leonard Piotrowski
- Jakub Kamieński − jako Józef Kita
- Kazimierz Mazur − jako Edmund Szamlewski
- Robert Wabich
- Bartłomiej Magdziarz
- Jerzy Jan Połoński
- Lubomiras Laucevičius
- Andrzej Młynarczyk

Pierwotnie majora Sucharskiego miał grać Bogusław Linda. Sceny z jego udziałem realizowano w 2009. W listopadzie 2011 jego miejsce zajął Michał Żebrowski. Analogicznie w rolę kapitana Mieczysława Słabego wcielił się Piotr Adamczyk (pierwotnie był nim Eryk Lubos). Porucznika Leona Pająka miał zagrać Jan Wieczorkowski, zaś ostatecznie wystąpił w tej roli Bartosz Obuchowicz. Pierwotnie w filmie miał zagrać także Paweł Małaszyński jako mat Bernard Rygielski.

## Odbiór filmu
Projekt wywołał dyskusję w prasie, gdy pojawiły się opinie, że scenariusz znacząco odbiega od powszechnie przyjętej wizji bohaterskiej obrony Wojskowej Składnicy Tranzytowej, przedstawiając degenerację żołnierzy i konflikty pomiędzy oficerami. Przeciwnicy powstania filmu (lub dotowania go z kasy PISF, a więc państwowych pieniędzy) argumentowali, że film zakłamuje historię Polski i szarga pamięć o jej bohaterach. Zwolennicy filmu twierdzili, że nawoływania (nieznających scenariusza) polityków do cofnięcia promesy dofinansowania projektu, wysoko ocenionego przez niezależnych ekspertów, noszą znamiona cenzury prewencyjnej.
Produkcja filmu wzbudziła liczne kontrowersje, przede wszystkim ze względu na fragmenty scenariusza pokazujące pijanego obrońcę, który sika na portret marszałka Rydza-Śmigłego, pijanych polskich żołnierzy kradnących żywność z magazynów, biegających nago pod ostrzałem Niemców czy obrońców, którzy „obleśnie liżą pornograficzne karty”.

### Głosy krytyczne
Gdy twórcy zwrócili się do premiera RP o objęcie patronatu nad filmem, kancelaria rządu poprosiła o udostępnienie scenariusza. Został on poddany analizie przez zespół historyków, którzy ocenili projekt bardzo krytycznie. Sławomir Nowak, szef gabinetu premiera, powiedział:

Scenariusz nie ma nic wspólnego z prawdą historyczną. To fikcja literacka, która w dodatku uderza w godność i honor polskich żołnierzy.

Wśród autorów analizy krytycznie oceniających projekt znaleźli się m.in. dr Andrzej Drzycimski, autor biografii mjra Sucharskiego oraz Mariusz Wójtowicz-Podhorski, autor 700-stronicowej monografii „Westerplatte 1939. Prawdziwa historia”.
Ten pierwszy uważa, że scenariusz „bazuje na plotkach, domysłach i jest co najmniej bardzo odległy od prawdy historycznej”, Wójtowicz-Podhorski ocenił natomiast, że film jest „wulgarnym, ordynarnym, brutalnym atakiem na złotą legendę Westerplatte”.
Andrzej Nowak, redaktor naczelny dwumiesięcznika „Arcana”, ocenił scenariusz jako „żałosne popłuczyny po nurcie prześmiewczym reprezentowanym przez Mrożka czy Munka”.

### Głosy poparcia
W obronie filmu stanęła m.in. część środowiska artystycznego. Filip Bajon, Jacek Bromski, Jan Dworak, Feliks Falk, Robert Gliński, Janusz Głowacki, Agnieszka Holland, Sławomir Idziak, Andrzej Jakimowski, Joanna Kos-Krauze, Krzysztof Krauze. Michał Kwieciński, Maciej Strzembosz i Jerzy Stuhr wystosowali list otwarty do mediów i polityków:

Piszemy ten list w rocznicę podpisania Porozumień Sierpniowych. Jednym z najważniejszych ówczesnych postulatów było zniesienie cenzury prewencyjnej. (...) Trudno nam zrozumieć, że politycy, przyznający się do solidarnościowych korzeni, uważają za stosowne wprowadzać cenzurę prewencyjną metodą faktów dokonanych, korzystając z instytucji państwa. (...) Nawet gdyby doniesienia prasowe o scenariuszu były po części prawdziwe, także wtedy działania urzędników byłyby trudne do zaakceptowania, bo groźne dla demokracji i stanowiące niebezpieczny precedens w cywilizowanym świecie.

Autor scenariusza twierdzi, że kontrowersyjne sceny rzeczywiście istniały we wczesnych wersjach scenariusza, jednak zostały usunięte w kolejnych – jeszcze zanim w mediach rozpętała się burza z ich powodu.
Autor odpierał też zarzuty o antypolskość filmu, tłumacząc że jest to „film patriotyczny”, który „opowiada o męstwie żołnierzy, o tym, że oni nie chcą się poddawać”, a Jan Englert, odtwarzający rolę ppłka Sobocińskiego, ocenił, że „scenariusz daje pełny obraz człowieka, ale nie odziera walczących z bohaterstwa”.

Po przeczytaniu scenariusza nadal myślałem o żołnierzach jako o bohaterach. Powiedziałbym, że to umocniło nawet takie moje wyobrażenie, ponieważ jakoś mnie to do nich zbliżyło. Kiedy człowiek wyobrazi sobie koszmar tej ekstremalnej i niespodziewanej dla nich zupełnie sytuacji, zadaje sobie pytanie, jak sam by się zachował.